# Урбоэкосистема
Урбоэкосистема — искусственно созданная и поддерживаемая человеком среда. Сюда относятся города, посёлки и урбанизированные людьми участки земли.
К урбоэкосистеме также относят влияние роста городского населения и поддержки инфраструктуры зданий на окружающую город среду и прилегающие к городу территории. В их число входят пригороды, окружающие города, а также сельскохозяйственная деятельность и природные ландшафты.
В настоящее время учёные разрабатывают способы оценки и понимания последствий урбанизации на здоровье человека и окружающую среду.
Рассматривая урбанизированные территории как часть более широкой экологической системы, учёные могут исследовать функции городских ландшафтов, их влияние на другие ландшафты, с которыми они взаимодействуют. Знание об этом взаимодействии может помочь понять, какие альтернативные варианты развития могут привести к лучшему экологическому результату.